# Первая Гора
Первая Гора — деревня в Приморском районе Архангельской области. Входит в состав Лисестровского сельского поселения (муниципальное образование «Лисестровское»).

## Географическое положение
Деревня расположена на левом берегу реки Лесная и соседствует с другим населённым пунктом Лисестровского сельского поселения, деревней Средняя Гора. С южной стороны деревни пролегают железнодорожные пути, соединяющие городской округ «Город Новодвинск» и станцию Исакогорка городского округа «Город Архангельск».

## Население
| Население                            | на 1 января 2010 года |
| ------------------------------------ | --------------------- |
| В возрасте до 16 лет                 | 0                     |
| Трудовые ресурсы (из них работающих) | 1 (1)                 |
| Пенсионеры                           | 2                     |
| Всего                                | 3                     |
| Прибыло / выбыло (за год)            | 0 / 0                 |
| Родилось / умерло (за год)           | 0 / 0                 |

## Инфраструктура
Жилищный фонд деревни составляет 1,8 тыс. м². Объекты социальной сферы и стационарного торгового обслуживания населения на территории населённого пункта отсутствуют.